# Dino Boselli
Dino Boselli (Milano, 10 febbraio 1958) è un ex cestista e dirigente sportivo italiano.

## Carriera
Cresciuto nelle squadre giovanili dell'Olimpia Milano, esordisce in prima squadra nella stagione 1975-76, e rimarrà a Milano fino alla stagione 1980-81, per poi passare a Varese. Dopo un breve rientro a Milano nel 1982, l'anno successivo si trasferisce definitivamente a Varese dove resterà fino al 1989 per poi chiudere la carriera professionistica con il Brescia. La sua carriera milanese è legata soprattutto al sodalizio con il fratello gemello Franco, pur se costretto al ruolo di playmaker di riserva, schiacciato dalla presenza di Mike D'Antoni, cosa che lo obbliga  spesso a spostare il suo ruolo in quello di guardia piccola. Con Milano partecipa alla vittoria di 1 Coppa delle coppe, 1 Coppa Italia, a 2 finali scudetto e 1 finale di Coppa dei Campioni. Con Varese, dove troverà maggior spazio, giocherà 2 Finali di Coppa Italia ed 1 Finale di Coppa Korać. Dotato di una buona visione di gioco, di ottimi fondamentali nel palleggio e nel controllo della palla e di un buon tiro, giocava di preferenza nel ruolo di playmaker. Fece parte anche della nazionale italiana, partecipando ai campionati europei del 1981, senza diventarne una pedina stabile nel corso degli anni, ma raggiungendo comunque la ragguardevole cifra di 41 presenze.
Terminata la carriera agonistica, dal 1997 è responsabile delle Attività extra didattiche dell'Università Carlo Cattaneo-liuc di Castellanza, nonché dirigente sportivo della squadra di basket della stessa università, allenata da un'altra grande vecchia gloria del basket milanese (militante però nella seconda squadra cittadina) Joe Isaac fino alla stagione 2008/09, quindi dall'esordiente Andrea Cegna.

## Palmarès
- Coppa delle Coppe: 1

Olimpia Milano: 1975-1976